# Trollface

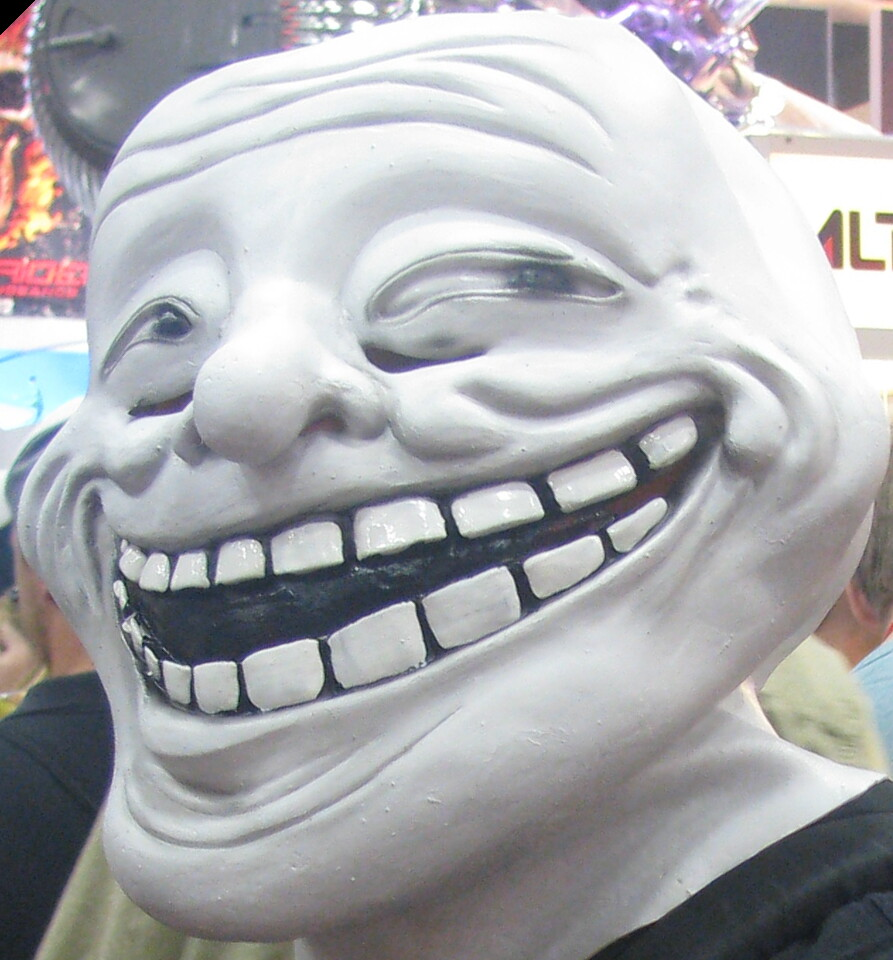
Persona con una maschera da Trollface

La Trollface o Troll Face è un rage comic raffigurante un volto bianco che sfoggia un ghigno malizioso. L'immagine, tra i rage comic più noti e longevi, viene usata per indicare la presenza di un troll.

## Storia
La Trollface venne disegnata il 19 settembre 2008 con Microsoft Paint da Carlos Ramirez, uno studente universitario diciottenne di Oakland. L'immagine, originariamente pubblicata su "Whynne", la pagina DeviantArt di Ramirez, nacque come parte di un rage comic intitolato Trolls, che criticava l'inutilità del trolling virtuale. Successivamente Ramirez pubblicò il disegno sul sito di imageboard 4chan, ove guadagnò una crescente popolarità tra le utenze del sito che iniziarono a condividerlo e usarlo come rage comic per criticare terzi di trolling. La figura iniziò a essere utilizzata anche su Reddit e Urban Dictionary nel 2009, per poi spopolare anche su altri siti Internet di condivisione come Imgur e Facebook.
Nel marzo del 2021 Ramirez annunciò di voler vendere un non-fungible token della Trollface.
Nel corso degli anni, la Trollface è stata più volte citata su Internet, serie televisive e durante eventi sociali.

## Utilizzo
La Trollface viene spesso usata in presenza di un troll, ovvero di un utente che infastidisce altri su Internet per puro divertimento. Benché venisse in origine usata da Ramirez per deridere chi provoca gli altri utenti, l'immagine viene spesso usata da chi provoca terzi. Secondo qualcuno la Trollface corrisponde a una provocazione infantile o al mostrare la lingua per dispetto. L'immagine è spesso accompagnata da frasi come Problem? ("[hai] qualche problema amico?") o You mad, bro? ("sei arrabbiato amico?")

## Diritti d'autore
Benché protetta da copyright, la Trollface non è un marchio registrato.
Nel mese di marzo del 2015, Ramirez fece cancellare dal Nintendo eShop il gioco per Wii U Meme Run per violazione di copyright in quanto, tra i personaggi presenti, vi era la Trollface.
In un'intervista a Ramirez apparsa l'8 aprile 2015 su Kotaku, egli dichiarò che, dal 27 luglio 2010, giorno in cui aveva registrato la Trollface presso lo United States Copyright Office, sarebbe riuscito a guadagnare 15.000 dollari al mese, per un totale di oltre 100.000 dollari, con introiti provenienti da licenze d'uso e altre fonti, tra cui la vendita di magliette ritraenti la Trollface.